# Франсуа-Аннибаль III д’Эстре
Герцог Франсуа-Аннибаль III д’Эстре (фр. François-Annibal III d'Estrées; 1649 — 11 сентября 1698, Париж) — французский военный и государственный деятель.

## Биография
Сын герцога Франсуа-Аннибаля II д'Эстре и Катрин де Лозьер-Темин.
Маркиз де Кёвр, де Темин и де Кардайяк, граф де Нантёй-ле-Одуэн.
В 1670 году отец передал ему должность генерального наместника Иль-де-Франса. В 1687 году унаследовал титулы герцога д'Эстре и пэра Франции, пост губернатора Иль-де-Франса и отдельно губернатора Суассона, Лана и Нуайона.
31 декабря 1688 пожалован в рыцари орденов короля.
Был кампмейстером кавалерийского полка.
Умер в Париже в возрасте 49 лет и 8 месяцев. Погребен в церкви фёйянов в Суассоне.

## Семья
1-я жена (10.02.1670): Мадлен де Лион (ум. 18.09.1684), дочь государственного секретаря Юга де Лиона, маркиза де Берни, министра и государственного секретаря, и Поль де Пейян
Дети:
- Констанс-Леонор (15.08.1671). Муж (1.07.1719): Луи-Жозеф де Лоран, граф д'Ампюс, капитан полка генерал-полковника кавалерии, рыцарь ордена Святого Лазаря, позднее почетный наместник короля на Сен-Доминго
- Мари-Иоланда (28.10.1678—30.12.1724). Муж (контракт 20.10.1724): Иасент-Доминик де Лоран, капитан полка Таллара, рыцарь ордена Святого Людовика. Жена назначила его наследником при условии принятия имени и герба Эстре. Он и его брат были кузенами своих супруг в шестом колене через Жюльенну-Ипполиту, герцогиню де Бранкас, дочь Антуана IV д'Эстре
- Фелисите-Перпетю (р. 1.01.1680), монахиня-визитантка в парижском пригороде Сен-Жак
- Луиза-Элен (р. 28.11.1683), монахиня-аннунциатка в Сен-Дени
- герцог Луи-Арман (3.09.1682—16.07.1723). Жена (1707): Диана-Аделаида-Филиппа Мазарини-Манчини, дочь Филиппа-Жюля Мазарини-Манчини, герцога Неверского, и Дианы-Габриели Дама де Тьянж

2-я жена (23.08.1688): Мадлен-Диана Ботрю (ок. 1667—6.02.1753), дочь Никола Ботрю-Ножана, маркиза де Вобрён, генерал-лейтенанта, и Мари-Маргерит Ботрю-Серран
Дети:
- Диана-Франсуаза-Тереза (ок. 1690—11.1707)
- Сезар-Франсуа-Аннибаль (ок. 1694—25.05.1705), граф де Нантёй-ле-Одуэн
- Мари-Мадлен, называемая мадемуазель де Темин